# Mille grazie
Mille grazie è una raccolta degli 883, pubblicata dalla Warner Music Italy nel 2000.

## Descrizione
Questo album, l'ottavo nella discografia del gruppo, è anche il solo pubblicato fuori dall'Italia: questo lavoro non uscì mai in Italia (in cui poco prima era uscito Grazie mille), ma fu pubblicato esclusivamente in Austria, Svizzera e Germania, paesi in cui gli 883 si esibirono molto in quell'anno come sostenitori del tour di Eros Ramazzotti.

## Tracce
Testi e musiche di Max Pezzali e Mauro Repetto, eccetto dove indicato.
1. Viaggio al centro del mondo (Jeo's Remix) - 3:55 (Pezzali)
2. Tieni il tempo (Jeo's Remix) - 3:44
3. Nord sud ovest est (Jeo's Remix) - 4:51
4. Hanno ucciso l'Uomo Ragno - 4:12
5. La regola dell'amico - 4:05 (Pezzali)
6. Nella notte (Jeo's Remix) - 4:33
7. Sei un mito - 5:07
8. La regina del Celebrità (Eiffel 65 Remix) - 4:59 (Pezzali, Guarnerio, Peroni)
9. Come mai - 4:16
10. Grazie mille - 3:57 (Pezzali)
11. Gli anni - 4:53 (Pezzali)
12. Io ci sarò - 4:36 (Pezzali)
13. Rotta x casa di Dio - 4:53
14. Nessun rimpianto - 4:22 (Pezzali, Guarnerio, Peroni)

## Classifiche
| Classifica (2000) | Posizione massima |
| ----------------- | ----------------- |
| Svizzera          | 24                |